# Wahlbezirk Böhmen 27
Der Wahlbezirk Böhmen 27 war ein Wahlkreis für die Wahlen zum Abgeordnetenhaus im österreichischen Kronland Böhmen. Der Wahlbezirk wurde 1907 mit der Einführung der Reichsratswahlordnung geschaffen und bestand bis zum Zusammenbruch der Habsburgermonarchie.

## Geschichte
Nachdem der Reichsrat im Herbst 1906 das allgemeine, gleiche, geheime und direkte Männerwahlrecht beschlossen hatte, wurde mit 26. Jänner 1907 die große Wahlrechtsreform durch Sanktionierung von Kaiser Franz Joseph I. gültig. Mit der neuen Reichsratswahlordnung schuf man insgesamt 516 Wahlbezirke, wobei mit Ausnahme Galiziens in jedem Wahlbezirk ein Abgeordneter im Zuge der Reichsratswahl gewählt wurde. Der Abgeordnete musste sich dabei im ersten Wahlgang oder in einer Stichwahl mit absoluter Mehrheit durchsetzen. Der Wahlkreis Böhmen 27 umfasste die Städte Kuttenberg, Chrudim, Hermanmestetz, Chrast, Caslau, Žleb und Goltsch-Jenikau.
Aus der Reichsratswahl 1907 ging aus dem ersten Wahlgang Bedřich Pacák (Jungtschechen) als Sieger hervor, wobei er 57 Prozent erreichte. Bei der Reichsratswahl 1911 konnte er sein Mandat im ersten Wahlgang mit 62 Prozent verteidigen. Das zweitbeste Ergebnis erreichte jeweils der Kandidat der Sozialdemokraten.

## Wahlergebnisse

### Reichsratswahl 1907
Die Reichsratswahl 1907 wurde am 14. Mai 1907 (erster Wahlgang) durchgeführt. Die Stichwahl entfiel auf Grund der absoluten Mehrheit von Bedřich Pacák im ersten Wahlgang.
| Kandidat                                                                    | Partei                                  | Wahlkreis- stimmen | Prozent |
| --------------------------------------------------------------------------- | --------------------------------------- | ------------------ | ------- |
| Bedřich Pacák                                                               | Jungtschechen                           | 4621               | 57,1 %  |
| Jan Job                                                                     | Tschechische Sozialdemokratische Partei | 2368               | 29,3 %  |
| Jan Gregor                                                                  | Tschechische national-soziale Partei    | 1067               | 13,2 %  |
|                                                                             | Sonstige Parteien                       | 37                 | 0,5 %   |
| Wahlberechtigte: 9302, Ungültige/Leere Stimmen: 33, Wahlbeteiligung: 84,4 % |                                         |                    |         |

### Reichsratswahl 1911
Die Reichsratswahl 1911 wurde am 13. Juni 1911 durchgeführt. Die Stichwahl entfiel auf Grund der absoluten Mehrheit von Bedřich Pacák im ersten Wahlgang.
| Kandidat                                                                    | Partei                                               | Wahlkreis- stimmen | Prozent |
| --------------------------------------------------------------------------- | ---------------------------------------------------- | ------------------ | ------- |
| Bedřich Pacák                                                               | Jungtschechen                                        | 4601               | 61,7 %  |
| Jan Havránek                                                                | Tschechische Sozialdemokratische Partei              | 2451               | 32,8 %  |
| Jan Sokol                                                                   | Tschechische Christlichsoziale Partei                | 272                | 3,6 %   |
| Antonín Sobotka                                                             | Tschechische staatsrechtlich-fortschrittliche Partei | 110                | 1,5 %   |
|                                                                             | Sonstige Parteien                                    | 28                 | 0,4 %   |
| Wahlberechtigte: 9705, Ungültige/Leere Stimmen: 55, Wahlbeteiligung: 77,5 % |                                                      |                    |         |